# In-yer-face (teatro)
In-yer-face é uma expressão utilizada para descrever um estilo de teatro confrontacional e de sensibilidade dramática que surgiu na Grã-Bretanha na década de 1990. Este termo foi utilizado pelo crítico de teatro britânico Aleks Sierz no título do seu livro, In-Yer-Face Theatre: British Drama Today, publicado pela  Faber e Faber em março de 2001.
Membro adjunto do corpo docente do programa de pós-graduação em jornalismo da Boston University em Londres e coeditor da revista TheatreVoice, Sierz utiliza a expressão teatro in-yer-face para descrever o trabalho de jovens dramaturgos que apresentam material chocante e confrontacional em palco como um meio de envolver e afetar os seus públicos.